# منتخب لبنان تحت 20 سنة لكرة القدم
فريق كرة القدم الوطني لأقل من 20 سنة (المعروف أيضاً باسم  لبنان تحت 20 سنة أو  لبنان تحت 20 ')' يمثل لبنان في كرة القدم الدولية في مسابقات كرة القدم العالمية كبطولة آسيا للشباب تحت 19 عاما وكأس العالم تحت 20 سنة لكرة القدم؛ وكذلك في أي بطولة دولية أخرى لكرة القدم تحت 20 سنة. يخضع المنتخب للاتحاد اللبناني لكرة القدم.

## التاريخ
لم يتأهل الفريق أبداً لكأس العالم تحت 20 سنة. شارك مرتين فقط في بطولة آسيا للناشئين تحت 19 سنة، وذلك في عامي 1973 و2008. وكانت أفضل نتيجة للوصول إلى الدور ربع النهائي في نسخة 1973.
أبرز لاعبي المنتخب تحت 20 سنة السابقين: رضا عنتر ويوسف محمد وحسن معتوق ونور منصور وربيع عطايا ومحمد حيدر.

## طاقم التدريب
آخر تحديث 7 أبريل 2019.
| المنصب         | الاسم         |
| -------------- | ------------- |
| المدرب الرئيسي | روي أبي إلياس |
| المدرب المساعد | محمد إبراهيم  |
| مدرب اللياقة   | أنثوني فغالي  |
| مدير المعدات   | شفيق          |
| الصحافي        | طارق يونس     |
| رئيس الوفد     | جورجس داوود   |

## النتائج الأخيرة ومواعيد المباريات

### 2022
| ودية 27 يوليو 2022 | لبنان | 1–3   | السودان | أبها، السعودية                          |
|                    |       | تقرير |         | الملعب: أستاد الأمير سلطان بن عبدالعزيز |

| 2023 AFC U-20 Q GS 14 سبتمبر 2022 | كمبوديا | 0–1   | لبنان     | دوشنبه، طاجيكستان                                              |
| 17:00 ت ع م+5                     |         | تقرير | *Sadek 9' | الملعب: ملعب بامير الحضور: 100 الحكم: سنان حسين (جزر المالديف) |

| 2023 AFC U-20 Q GS 16 سبتمبر 2022 | لبنان | 0–4   | طاجيكستان                                              | دوشنبه، طاجيكستان                                                      |
| 20:00 ت ع م+5                     |       | تقرير | *Karimov 14' - Olimzoda 44' - Khudoidodzoda 85'، 90+1' | الملعب: ملعب بامير الحضور: 4,300 الحكم: Choi Hyun-jae (كوريا الجنوبية) |

| 2023 AFC U-20 Q GS 18 سبتمبر 2022 | لبنان                                                         | 6–1   | سنغافورة    | دوشنبه، طاجيكستان                                                |
| 17:00 ت ع م+5                     | *Safwan 12'، 22' - Kassas 30' (ركلة.)، 59'، 61' - Sadek 90+1' | تقرير | *Syafiz 40' | الملعب: ملعب بامير الحضور: 90 الحكم: Qasim Al-Hatmi (سلطنة عمان) |

### ا2023
| 2023 Jeux de la Francophonie ‏ GS 29 يوليو 2023 | الكاميرون     | 1–1 | لبنان       | كينشاسا، DR Congo        |
| 18:00 ت ع م+1                                  | *Nebamkia 47' |     | *Kassas 65' | الملعب: ملعب تاتا رفائيل |

| 2023 Jeux de la Francophonie ‏ GS 2 أغسطس 2023 | لبنان | 0–5 | النيجر | كينشاسا، DR Congo        |
| 15:00 ت ع م+1                                 |       |     |        | الملعب: ملعب تاتا رفائيل |